# Weißkappenalbatros

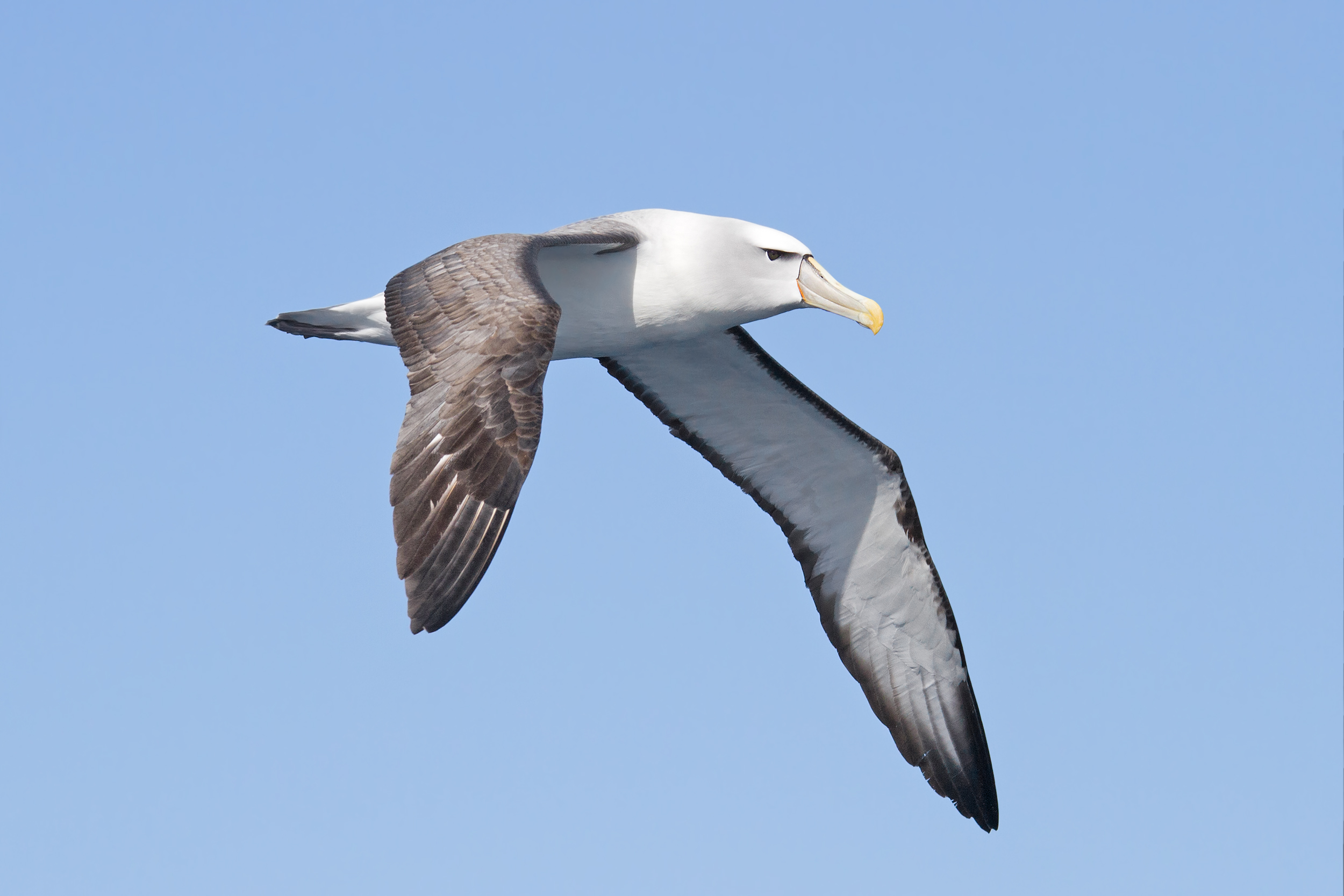
Weißkappenalbatros im Flug I

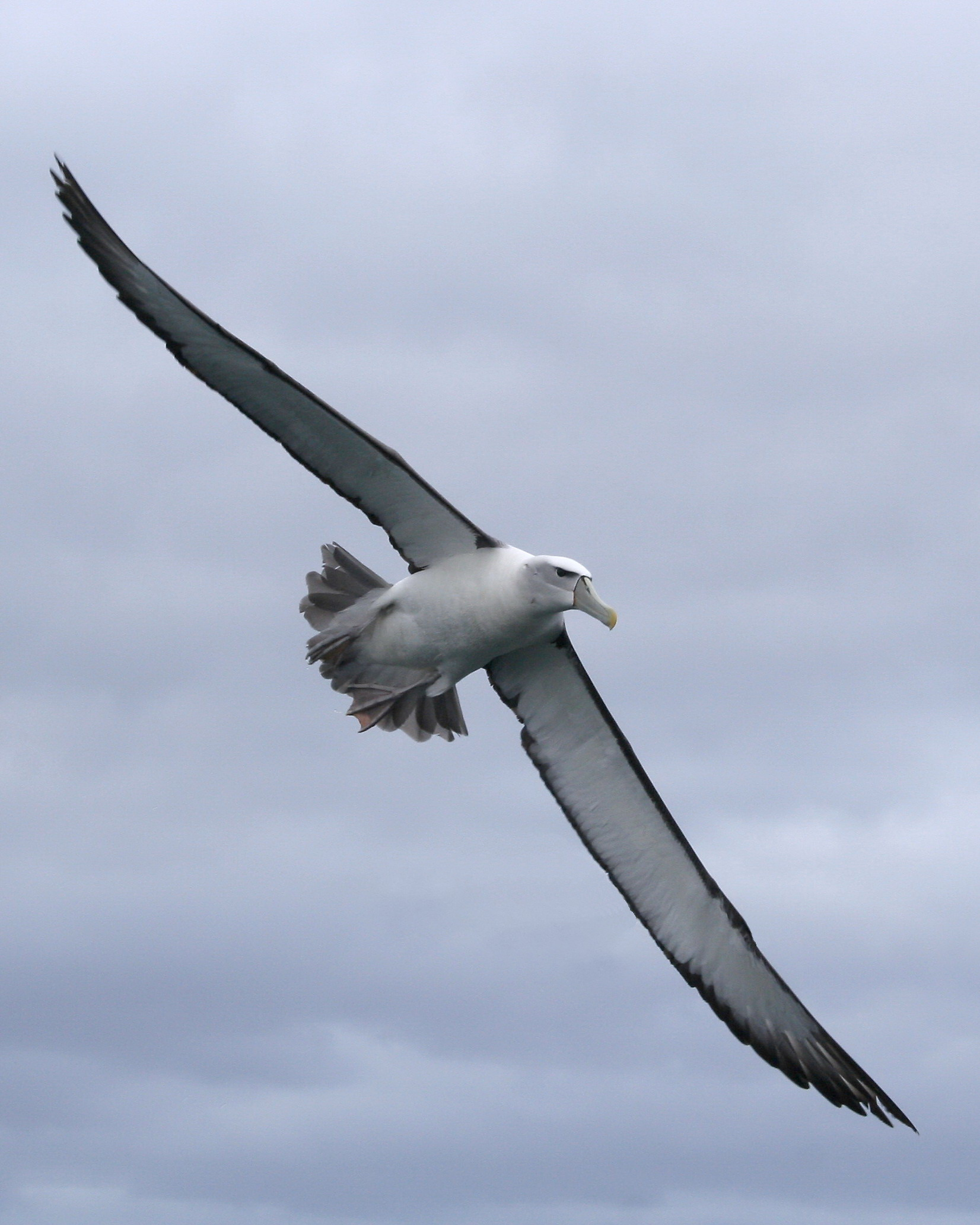
Weißkappenalbatros im Flug II

Der Weißkappenalbatros (Thalassarche cauta) ist ein mittelgroßer, auf der südlichen Hemisphäre beheimateter Seevogel aus der Familie der Albatrosse. Die Art galt früher als polytypisch. Auf Grund von Untersuchungen der Verwandtschaftsbeziehungen innerhalb der Gattung Thalassarche werden die früher als Unterart des Weißkappenalbatros eingeordneten Chatham- und Salvin-Albatros mittlerweile als eigenständige Arten eingeordnet. Es wird neben der Nominatform Thalassarche cauta cauta derzeit nur noch die Unterart Thalassarche cauta steadi unterschieden, der aber von einer Reihe von Autoren gleichfalls ein Artstatus zugebilligt wird.

## Erscheinungsbild
Der Weißkappenalbatros ist ein mittelgroßer Albatros. Er erreicht eine Körperlänge von 90 bis 100 Zentimeter, eine Flügelspanne zwischen 210 und 260 Zentimeter und wiegt zwischen 3,2 und 5,1 Kilogramm. Es besteht kein auffälliger Sexualdimorphismus, Weibchen sind tendenziell etwas kleiner als die Männchen.
Adulte Weißkappenalbatrosse haben einen weißen Kopf, die Region um die Ohren ist grau gefärbt, wobei die Größe dieser Graufärbung individuell unterschiedlich ausgeprägt ist. Durch diese Graufärbung ist die weiße Stirn und der weiße Oberkopf besonders auffallend. Das Auge ist auffallend dunkel und von einem schwarzen, dreieckigen Fleck umgeben. Diese Gesichtszeichnung verleiht dem Weißkappenalbatros eine Mimik, die auf den menschlichen Betrachter ernst oder angestrengt wirkt.
Das Gefieder des Weißkappenalbatros ist am Rücken, am Oberflügel und am Schwanz dunkel, am Bauch, am Hals und Unterflügel weiß. Der sehr kräftige Schnabel ist hellgrau, mit einer gelben Spitze. Die Füße und Beine sind bläulich grau. 
Jungvögel gleichen weitgehend den adulten Vögeln, sind aber am Hinterkopf und im Nacken noch hell- bis dunkelgrau gefärbt. Die schwarzen Flügelspitzen sind bei Jungvögeln außerdem etwas ausgeprägter als bei den adulten Vögeln.

## Vorkommen
Die Nominatform Thalassarche cauta cauta brütet auf drei Inseln vor der tasmanischen Küste. Alle drei Inseln sind mittlerweile geschützt. Die Unterart Thalassarche cauta steadi brütet auf drei Inseln der Auckland Islands. Eine bekannte Kolonie befindet sich auf Enderby Island am South West Cape . Außerhalb der Fortpflanzungszeit halten sie sich in einer Region auf, die von dem 15. bis zum 60. Grad südlicher Breite reicht.

## Nahrung
Der Weißkappenalbatros fängt seine Beute sowohl auf der Wasseroberfläche, als auch unter dem Wasser. Er taucht bis 5 m tief.
Fisch und Tintenfisch spielen eine größere Rolle bei der Ernährung als bei anderen Albatrossen.

## Fortpflanzung
Der Weißkappenalbatros brütet jährlich ab Anfang September bis Mitte Oktober. Das Nest ist eine flache Erhebung, die aus Schlamm, Guano, Federn und anderem Material errichtet wird. Das Gelege besteht aus lediglich einem Ei. Dieses hat eine weißliche Schalenfarbe und rotbraune Flecken. Die Brutzeit beträgt durchschnittlich 73 Tage. Die meisten Küken schlüpfen im Zeitraum von Anfang Dezember bis Ende Dezember. Die Jungvögel werden im Zeitraum März bis Anfang April flügge. Beide Elternvögel sind an der Brut und der Versorgung des Jungvogels beteiligt.

## Bestand
Die IUCN stuft den Weißkappenalbatros als potenziell gefährdet (near threatened) ein. Der Bestand wird auf 26.000 geschlechtsreife Individuen geschätzt. Grund für die Einstufung ist das verhältnismäßig kleine Brutgebiet, wodurch sich außergewöhnliche Ereignisse in diesem Gebiet stark auf den Gesamtbestand auswirken können. Thalassarche cauta steadi ist ebenfalls als potenziell gefährdet eingestuft; 2010 gab es 200.000 Exemplare.

## Belege

### Einzelbelege
1. ↑   Shirihai, S. 113
2. ↑   Shirihai, S. 112
3. ↑   Shirihai, S. 110
4. ↑   Shirihai, S. 113
5. ↑  Birding Downunder 2014 | Polar Cruises. Abgerufen am 28. September 2018 (englisch).
6. ↑   Shirihai, S. 113
7. ↑   BirdLife Factsheet zum Weißkappenalbatros, aufgerufen am 27. November 2010
8. 1 2  James McQuilken: Die Nebel der Zeit. Hrsg.: Rolf Stange. 1. Auflage. Spitzbergen.de, 2012, ISBN 978-3-937903-15-6, S. 137.